# Єгипетський Хрест (астеризм)

Єгипетський Хрест — астеризм переважно південної півкулі небесної сфери (схилення Бетельгейзе — зорі даного астеризму, що розташована найвище від небесного екватора становить +07° 24′ 25″). Астеризм складається з п'яти яскравих зір, які утворюють два рівносторонні трикутники, з'єднані вершинами. Більший трикутник відомий як окремий астеризм Зимовий трикутник, до якого входять Сіріус (α Великого Пса), Проціон (α Малого Пса) та Бетельгейзе (α Оріона). Менший трикутник утворюють Сіріус, Факт (α Голуба), Наос (ζ Корми). На території України його спостерігати досить важко, бо зорі Факт та Наос видно досить низько над горизонтом невеликий проміжок часу.
Інша назва — Андріївський Хрест.